# 엑셀시어 프로젝트
엑셀시어 프로젝트(Project Excelsior)는 1959년부터 1960년에 걸쳐 미 공군 소속 조셉 키팅어 대령(당시엔 대위)의 뷰퍼 다단계 낙하산 시스템을 시험하기 위해 수행한 일련의 초고도 낙하산 점프이다. 이 프로젝트에서 키팅어 대령은 세계 최고(最高) 낙하산 점프 기록 및 최장(最長) 자유낙하 기록, 가장 빠른 자유 낙하 기록을 수립하였고, 이 기록들은 지금도 유효하다.

## 역사

### 배경
1950년대 제트기의 고도와 속력이 점점 늘어나면서, 미 공군은 높은 고도에서 비행사가 탈출 했을 때의 위험에 대해 우려하기 시작했는데, 인체 모형(dummy)을 이용한 실험 결과, 높은 고도에서 사람이 자유낙하를 할 시에 최대 분당 200회까지 공중에서 회전 할 수 있어서 매우 위험하기 때문이었다.
엑셀시어 프로젝트는 이 문제를 해결하고 높은 고도에서 탈출했을 때 안정적으로 하강할 수 있는 낙하산 시스템을 디자인하기 위해 1958년 시작되었다. 오하이오주에 있는 "Ohio Wright Field" 소속 기술 부사관 프랜시스 뷰퍼는 실제 인체 실험을 위한 다단계 낙하산 시스템을 제작했다. 이 시스템은 높은 고도에서의 회전을 방지하기 위한 2m 크기의 작은 안정화 낙하산과 낮은 고도에서의 하강을 위한 8.5m 크기의 주 낙하산으로 이루어져 있었다. 그리고 타이머와 고도계가 달려있어 적절한 고도에서 자동으로 낙하산이 펴지도록 되어 있었다.
낙하산을 시험하기 위해, "Wright Field"의 직원들은 85,000m³에 달하는 용량과 61m 높이의 헬륨 풍선을 제작하여 테스트 파일럿을 성층권까지 도달시킬 곤돌라를 매달았다. 키팅어는 이 프로젝트의 실험 감독이었는데, 총 3회의 시험 낙하를 하였다. 높은 고도에서 압력과 온도가 매우 낮아지기 때문에, 키팅어는 신체와 낙하산 시스템을 보호하기 위한 특수 옷을 입어야 했다. 이 옷은 거의 그의 몸무게에 달했다.

### 시험 낙하
첫 번째 실험체 엑셀시어 1호(Excelsior I)는 1959년 11월 16일 제작되었다. 키팅어는 곤돌라를 타고 올라가 23,300m 상공에서 뛰어내렸다. 첫 시험에서, 안정화를 위한 낙하산이 너무 빨리 펴지는 바람에 키팅어의 목이 감겨 분당 120회의 속도로 회전하고 말았다. 키팅어는 이때 의식을 잃었는데, 주 낙하산이 3,000m 상공에서 정상적으로 펴졌기 때문에 생명에는 지장이 없었다.
첫 번째 실험이 재앙으로 끝날 뻔 했으나, 키팅어는 불과 3주 후에 두 번째 실험을 행하였다. 두 번째 실험체 엑셀시어 2호(Excelsior II)는 1959년 12월 11일 제작되었다. 키팅어는 이번에는 22,800m 상공에서 뛰어내렸고 주 낙하산이 펴지기 전 17,000m를 자유낙하하였다.
마지막으로 세 번째 실험체 엑셀시어 3호(Excelsior III)는 1960년 8월 16일 제작되었다. 상승하는 도중, 키팅어가 착용하고 있던 오른손 장갑의 압력 조절 부분에 이상이 생겼고, 그는 오른손에 극심한 통증을 느꼈다. 그는 실험이 중단될 것을 우려하여 지상의 크루들에게 이 사실을 즉각 보고하지 않았다. 오른손을 사용할 수 없었지만, 그는 계속 상승하여 31,333m 상공에 도달했다. 상승하는 데 총 1시간 31분이 소요되었고 종전의 데이빗 시몬스 소령이 1957년 맨하이 프로젝트에서 수립한 사람이 탑승한 기구가 가장 높이 올라간 높이 30,942m 기록을 경신했다. 키팅어는 최고 고도에서 기구가 적절한 착륙 위치 상공에 도달할 때까지 12분가량 대기한 후 뛰어내렸다.
작은 안정화 낙하산은 정상적으로 펴졌고 키팅어는 4분 36초간 낙하했다. 여기서 키팅어는 최장 자유낙하 기록을 수립했고, 지금도 이 기록은 유효하다(다만, 일부 권위자들은 보조 낙하산을 사용했기 때문에 이것을 자유낙하 기록으로 인정하지 않는다). 5,330m 고도에서 주 낙하산이 펴졌고 키팅어는 뉴멕시코 사막 위에 안전하게 착륙했다. 전체 낙하 시간은 13분 45초로 기록되었으며 이것은 현재 세계 최고(最高) 낙하산 점프 기록이다. 하강하는 동안 키팅어는 영하 70도의 온도를 체험했다. 자유낙하 단계에서 그의 속력은 최대 시속 988km였다.
| “ | 이륙 한시간 31분 후, 내 압력 고도계는 최대 103,300 피트까지 올라갔다. 지상에서의 레이다로 측정한 고도 역시 102,800 피트를 기록했고, 후에 우리는 이것이 더 정확하다는 데 동의했다. 아침 7시에 나는 최대 고도에 도달했다…. 내 안정화 낙하산은 96,000 피트에서 펴졌지만, 나는 최대 시속 614마일에 도달할 때까지 6,000 피트를 가속했다. 그것은 내 고도에서의 음속의 10분의 9였다. | ” |

엑셀시어 3호의 문 아래 달려있던 명판에는 이렇게 적혀 있었다.
| “ | 이것은 세계에서 가장 높은 한 걸음이다. ("This is the highest step in the world.") | ” |

### 반응
엑셀시어 프로젝트에서 키팅어는 높은 고도에서 비행사가 탈출하여 안전하게 내려올 수 있다는 것을 증명했다. 아이젠하워(Dwight D. Eisenhower) 미국 대통령은 키팅어에게 이 공로를 치하하여 하먼 트로피를 수여했다. 키팅어는 이외에도 "Distinguished Flying Cross", 오크 나뭇잎 훈장, "Jefferies 상", "Leo Stevens Parachute 메달", "Wingfoot Lighter-Than-Air Society Achievement 상"을 받았다.

## 대중문화에 끼친 영향
일렉트로니카 그룹 보드 오브 캐나다 (Boards of Canada)는 이 프로젝트에서 촬영된 영상을 〈Dayvan Cowboy〉라는 곡의 뮤직비디오에 삽입했다.
드라마 스킨스 두 번째 시즌의 마지막 에피소드에서 크리스의 장례식에서 키팅어의 엑셀시어 3호 점프에 관한 이야기가 사용되었다.
미국의 싱어송라이터, 음악 프로듀서이자 아울시티(Owl City)로 많이 알려진 아담 영(Adam Young)은 2016년 8월 Adam young Scores에 이 프로젝트를 주제로 <Project Excelsior>https://web.archive.org/web/20160822083556/http://www.ayoungscores.com/scores/project-excelsior/라는 음악을 만들었다.

## 같이 보기
- 앨런 유스터스
- 오귀스트 피카르
- 레드불 스트라토스

## 참고 문헌
- Burkhard Bilger, Our Far-Flung Correspondents, "Falling," The New Yorker, August 13, 2007, p. 58
- Ryan, Craig (1995). The Pre-Astronauts: Manned Ballooning on the Threshold of Space. Naval Institute Press. ISBN 1-55750-732-5.